# Q(ku:)
Q （ku:)（クー）は、芝田吾朗とPiapiから成る、日本の音楽ユニットである。

自らが主催する「才能はかり売りマーケットごろっぴあ」所属音楽＆才能プロデュースユニット。

企業CMやイメージソングの制作なども手がけ、その数は300を超える。

ユニット名は諸説あるが、「空」（くう）という意味もある。

2017年現在、ベースの佐藤敦、キーボードの3LDKを加えた別ユニット『天球ぴんぽんず(∞3LDK)』として4人でライブハウスを中心に活動中。

## 来歴
- 2000年（平成12年）　高校の理科（芝田）、中学の音楽（ぴあぴ）の先生を経て、専門学校の講師時代に出会う
- 2003年（平成15年）　音楽事務所　才能はかり売りマーケット『ごろっぴあ』を設立
- 2005年（平成17年）　大阪心斎橋のアメリカ村にライブハウス『秘密基地』をオープン
- 2016年（平成28年）　大阪天満橋の『ごろっぴあ天満満天堂』でトーク&音楽ショウ『Q （ku:)と遊ぼう』などを開催。 2018年（平成30年）拠点を大阪府富田林に移す　「ぴんぽん地球ス（テラス）」

## メンバー

### 芝田吾朗
（しばた ごろう）
1963年4月9日　大阪府堺市に生まれる。

1988年10月　日本コロムビアTRIADアーティストオーディションにて、グランプリ獲得。

1990年4月　日本コロムビアより『BLUEZIE!?』デビュー（ボーカル）

1994年　ソロ活動開始。日本各地、ニューヨークなどで路上ライブツアーを行う。渋谷公会堂にてワンマンライブ敢行。

1995年3月3日　キングレコードより『GORO SHIBATA』として「あふれる想いを君に」（VictoriaスキーCMソング）でデビュー。

1995年10月　「君がどこかで僕を思う時は」（ロッテ アローマスティックチョコレートCMソング）

1996年9月　スーパーポップデュオ・グラムメートルを結成。ライブを行う。

1997年　アンダーエルレーベルより『ブエノスアイレス』結成（ボーカル）

1999年　関西での活動を開始

### Piapi
（ぴあぴ）
1990年　キティレコードフィメールボーカルオーディションにて、グランプリ獲得。

1992年　「ぴよぴよ」というユニットを組んでキティレコードよりデビュー。アニメ「らんま1/2(熱闘編)」EDテーマ「虹と太陽の丘」リリース 

1996年　「オプティム」というユニットを組んで東芝EMIよりデビュー「あいあい行進曲(マーチ)」中国放送「[それゆけホッティーズ!]」テーマ曲

1998年　[ソウル・フラワー・ユニオン]コーラスサポート [イーチ・リトル・シング (曲)](98年Maxiシングル)[ウィンズ・フェアグラウンド](99年4thアルバム)

2000年　「ぴあぴ」としてソロで曲作りを始める。アメリカの音楽サイト[MP3.com]にてアジアランキング9位に輝く。

2001年　「天球ぴんぽんず」結成
2018年　＃招福ハレルヤ　結成

## ライブ
2007年 海外でのライブ活動開始。台湾ライブ

2009年 フィリピンの音楽フェスティバル「A*FEST in manila」にてフィリピン、マレーシア、インドネシア、香港、シンガポールのアーティストが参加

## テーマ曲
2013年〜2016年　キョーリン製薬グループ presents「体のひみつ大冒険DX」（幕張メッセ）

## ディスコグラフィ

### アルバム
| 枚 | リリース       | タイトル               | 最高位 | 収録曲 | EAN           | 備考 |
| -- | -------------- | ---------------------- | ------ | --- | ------------- | ---- |
| 1  | 2009年10月10日 | Q(ku:)のシャンバラ体操 | -位    | 1. 骨 2. Shall we dance? 3. 春夏秋冬 4. ずるずるべったん 5. 右脳ピクニック 6. ノセノセマーチ 7. スキステップ 8. 春の海 9. スラリ 10. くるくるマシーン                                    | 4948722384632 |      |
| 2  | 2009年11月11日 | Q(ku:)のエレクトリッQ  | -位    | 1. What a wonderful wold! なんと素晴らしい原野 2. エレクトリカルスマイル 3. そよいでGO! 4. Convertible Rhapsody 5. ヒカリノコ 6. 未来信号 7. ぷるるん 8. あ・うん 9. ネオリズム 10. 輪来 | 4948722387107 |      |